# Izpah
Izpah je premaknitev oz. popolna izgubitev stika sklepne glavice iz sklepne jamice. Izpah je posledica nenadne poškodbe sklepa, npr. udarec, ti pa lahko povzročijo tudi kostne zlome. Z izpahom kosti sta vedno poškodovani tudi vez in sklepna ovojnica, ki odeva sklep. Tako gladko delovanje prizadetega uda ni možno. Izpah se lahko pojavi v kateremkoli sklepu, pojavnost pa je odvisna od obsega gibanja sklepa. Najpogostejši izpah je ramenski izpah.
Zdravljenje izpaha običajno vključuje repozicioniranje, zato lahko tovrstne posege opravlja samo uspobljeno medicinsko osebje, kajti napačni postopki lahko pripeljejo do poškodb mehkega tkiva ali živčevja.
Nekateri otroci se rodijo z izpahom, pogosto izpahom kolčnega sklepa. Ta prirojena hiba je navadno povezana z abnormalno zgradbo sklepa in jo je možno zdraviti.